# Радечниця (гміна)
Гміна Радечниця (пол. Gmina Radecznica) — сільська гміна у східній Польщі. Належить до Замойського повіту Люблінського воєводства.
Станом на 31 грудня 2011 у гміні проживало 6047 осіб.

## Площа
Згідно з даними за 2007 рік площа гміни становила 109.80 км², у тому числі:
- орні землі: 74.00%
- ліси: 18.00%

Таким чином, площа гміни становить 5.86% площі повіту.

## Населення
Станом на 31 грудня 2011:
| Опис     | Загалом | Загалом | Чоловіки | Чоловіки | Жінки | Жінки |
| -------- | ------- | ------- | -------- | -------- | ----- | ----- |
| одиниця  | осіб    | %       | осіб     | %        | осіб  | %     |
| все      | 6047    | 100     | 2964     | 49.02    | 3083  | 50.98 |
| міське   | 0       | 100     | 0        |          | 0     |       |
| сільське | 6047    | 100     | 2964     | 49.02    | 3083  | 50.98 |

## Сусідні гміни
Гміна Радечниця межує з такими гмінами: Білґорай, Фрамполь, Ґорай, Сулув, Щебрешин, Терешполь, Туробін, Звежинець.